# نبرد روال
نبرد روال (انگلیسی: Battle of Reval) یک نبرد در دریای بالتیک در خارج شهر روال (تالین امروزی) میان کشورهای سوئد و روسیه در ۱۳ مه ۱۷۹۰ رخ داد که با پیروزی کشور روسیه همراه بود.
نبرد روال یک پیروزی چشمگیر برای روسیه بود. سوئدی‌ها دو کشتی جنگی را از دست دادند، و با وجود برتری عددی تقریباً دو برابر مجبور به عقب‌نشینی شدند. تلفات سوئدی ۵۱ کشته، ۸۱ زخمی و ۲۵۰ اسیر و تلفات روسیه ۸ کشته و ۲۷ زخمی بود. منابع معاصر از تلفات روسیه شامل ۴ کشته، ۷ نفر زخمی شدید و ۱۸ زخمی سطحی، به‌همراه به اسارت درآمدن دست کم ۴۰۰ ملوان، سرباز و افسر سوئدی  و احتمالاً ۱۳۰ کشته خبر دادند.